# Мега звяр 2: Падината
„Мега звяр 2: Падината“ (на английски: Meg 2: The Trench) е американски научнофантастичен екшън филм от 2023 г. на режисьора Бен Уитли, а сценарият на Дийн Георгарис, Джон Хоебър и Ерих Хоебър, базиран на книгата „Падината“ през 1999 г., написана от Стив Олтън. Като продължение на „Мега звяр“ (2018), във филма участват Джейсън Стейтъм, Ву Джинг, София Кай, Пейдж Кенеди, Серхио Перис-Менчета, Скайлър Самуелс и Клиф Къртис.
„Мега звяр 2“ излиза по кината в Съединените щати на 4 август 2023 г. от „Уорнър Брос Пикчърс“.

## Актьорски състав
- Джейсън Стейтъм – Джонас Тейлър
- Ву Джинг – Джиуминг Жанг[3]
- Шуя София Кай – Мейлин Жанг[2]
- Пейдж Кенеди – Ди Джей[2]
- Серхио Перис-Менчета – Монтес[4]
- Скайлър Самуелс – Джес[4]
- Клиф Къртис – Джеймс „Мак“ Макридийс[2]
- Сиена Гилъри – Хилари Дрискол[4]
- Мелисанти Махут – Ригас
- Упи ван Раам – Къртис
- Кайрън Соня Савар – Сал
- Феликс Майр – Ланс